# Mei Nagano
Mei Nagano (jap. 永野 芽郁 Nagano Mei; ur. 24 września 1999 w Tokio) – japońska aktorka. Najbardziej znana z ról w dramach Marzenia o jednorożcu, Rodzina w ogniu, The Gift of Your Heart, a także Prezenter oraz głównych ról w filmach Daytime Shooting Star, My Broken Mariko i Cells at Work!.

## Życiorys
Nagano urodziła się 24 września 1999 w Nishitōkyō w Tokio. Do branży rozrywkowej wkroczyła w wieku 9 lat, debiutując jako dziecięca aktorka w filmie z 2009 roku „Hard Revenge Milly: Bloody Battle”.
W 2013 roku po raz pierwszy pojawiła się w taiga dramie „Yae no Sakura”.
Od 2016 roku do wydania z czerwca 2019 roku pracowała jako ekskluzywna modelka dla magazynu modowego Seventeen. W 2016 roku ponownie zagrała rolę w taiga dramie „Sanadamaru”.
W 2018 roku została wybrana do głównej roli w dramie asadora „Half Blue”, dzięki czemu jej popularność wzrosła. W kolejnych latach, bazując na popularności, grała przede wszystkim główne role w popularnych filmach oraz dramach.
23 kwietnia 2025 roku tygodnik Shūkan Bunshun poinformował, że Nagano spotyka się jednocześnie z japońskim aktorem Keiem Tanaką i południowokoreańskim aktorem Kim Mu-junem. Publikacja artykułu wywołała skandal szczególnie z domniemanym romansem aktorki z Tanaką, który ma żonę i dzieci. Mimo iż wszystkie trzy agencje zaprzeczyły doniesieniom Shūkan Bunshun, Nagano postanowiła zawiesić swoją karierę.

## Filmografia

### Dramy
| Rok  | Tytuł                                                                                          | Rola                            | Stacja telewizyjna     | Uwagi                             |
| ---- | ---------------------------------------------------------------------------------------------- | ------------------------------- | ---------------------- | --------------------------------- |
| 2010 | Hagane no Onna (ハガネの女)                                                                    | Młoda Haga Ineko                | TV Asahi               | Odc. 6                            |
| 2011 | Tokidoki Mayomayo (時々迷々)                                                                   | Tamako                          | NHK                    | Główna rola, Odc. 36              |
| 2011 | ABU Asia Kodomo Drama Series (ABUアジア子どもドラマシリーズ)                                   | Mizuki Mishima                  | NHK                    | Sezon 7, odc. 2                   |
| 2011 | Honto ni Atta Kowai Hanashi: Summer Special 2011 (ほんとにあった怖い話 夏の特別編2011)         | Pacjentka                       | Fuji TV                | Jednoodcinkowa drama              |
| 2012 | Stand Up! Vanguard (STAND UP!ヴァンガード)                                                     | Sumire Mizuhara                 | TV Tokyo               | Jednoodcinkowa drama              |
| 2013 | Yae no Sakura (八重の桜)                                                                       | Młoda Yamakawa Tokiwa           | NHK                    | Taiga drama, odc. 20 - 30         |
| 2014 | Platonic (プラトニック)                                                                        | Sari Mochizuki                  | NHK                    |                                   |
| 2014 | Tokyo ni Olympics o Yonda Otoko (東京にオリンピックを呼んだ男)                                 | Młoda Grace Miyako Wada         | Fuji TV                | Jednoodcinkowa drama              |
| 2015 | Hoshin (水曜ミステリー9 保身)                                                                  | Chinatsu Miyashita              | TV Tokyo               | Jednoodcinkowa drama              |
| 2015 | High School Chorus (表参道高校合唱部!)                                                         | Miki Kondo                      | TBS                    | Odc. 3                            |
| 2015 | Summer Stalker Blues (サマー・ストーカーズ・ブルース)                                          | Aki                             | Fuji TV                | Jednoodcinkowa drama              |
| 2015 | Teddy Go! (テディ・ゴー!)                                                                      | Amano                           | Fuji TV                | Odc. 2 - 4                        |
| 2015 | The Limited Supernatural Train Powers (超限定能力)                                             | Miyuki Hashida                  | Fuji TV                | Jednoodcinkowa drama              |
| 2016 | Love That Makes You Cry (いつかこの恋を思い出してきっと泣いてしまう)                           | Remi Funakawa                   | Fuji TV                |                                   |
| 2016 | Voice Love (こえ恋)                                                                            | Yuiko Yoshioka                  | TV Tokyo               | Główna rola                       |
| 2016 | Sanadamaru (真田丸)                                                                            | Senhime                         | NHK                    | Taiga drama                       |
| 2017 | Super Salaryman Mr. Saenai (スーパーサラリーマン左江内氏)                                      | Momoko Sasahara                 | NTV                    | Odc. 8                            |
| 2017 | We Did It (僕たちがやりました)                                                                 | Renko Aokawa                    | Kansai TV, Fuji TV     |                                   |
| 2018 | Half Blue (半分、青い。)                                                                       | Suzume Nireno                   | NHK                    | Główna rola, asadora              |
| 2019 | Mr. Hiiragi's Homeroom (3年A組 -今から皆さんは、人質です-)                                     | Sakura Kayano                   | NTV                    |                                   |
| 2019 | 3 Nen A Gumi: Ima kara minasan dake no, Sotsugyoshiki desu (3年A組 －今から皆さんは、人質です) | Sakura Kayano                   | Hulu                   |                                   |
| 2020 | Daddy Is My Classmate (親バカ青春白書)                                                         | Sakura Obika                    | NTV                    |                                   |
| 2021 | Ichikei's Crow - The Criminal Court Judges (イチケイのカラス)                                  | Oskarżona w procesie o oszustwo | Fuji TV                | Cameo, odc. 4                     |
| 2021 | Police in a Pod (ハコヅメ〜たたかう!交番女子〜)                                                | Mai Kawai                       | NTV                    | Główna rola                       |
| 2022 | Marzenia o jednorożcu (ユニコーンに乗って)                                                     | Sana Narukawa                   | TBS                    | Główna rola                       |
| 2023 | Rodzina w ogniu (御手洗家、炎上する)                                                           | Anzu Murata                     | Netflix                | Główna rola                       |
| 2024 | The Gift of Your Heart (君が心をくれたから)                                                    | Ame Aihara                      | Fuji TV                | Główna rola                       |
| 2025 | Haretara Ii ne (晴れたらいいね)                                                                | Saho Takahashi                  | Amazon Prime, TV Tokyo | Główna rola, jednoodcinkowa drama |
| 2025 | Prezenter (キャスター)                                                                         | Hana Sakikubo                   | TBS                    |                                   |

### Filmy
| Rok  | Tytuł                                                                         | Rola                                  | Uwagi                     |
| ---- | ----------------------------------------------------------------------------- | ------------------------------------- | ------------------------- |
| 2000 | Hard Revenge Milly: Bloody Battle (ハード・リベンジ、ミリー ブラッディバトル) |                                       |                           |
| 2010 | Zebraman 2: Attack on Zebra City (ゼブラーマン -ゼブラシティの逆襲-)          | Sumire                                |                           |
| 2010 | Watashi no Yasashikunai Senpai (私の優しくない先輩)                           | Młoda Yamako                          |                           |
| 2012 | Rurouni Kenshin: Origins (るろうに剣心)                                       | Sanjo Tsubame                         |                           |
| 2014 | Gachiban: Ultra Max (ガチバン ULTRA MAX)                                      | Seira                                 |                           |
| 2015 | A Stitch of Life (繕い裁つ人)                                                 | Mari Nakata                           |                           |
| 2015 | Ore monogatari!! (俺物語!!)                                                   | Rinko Yamato                          |                           |
| 2016 | Bogowie Egiptu (Gods of Egypt)                                                | Zaya                                  | Dubbing, film amerykański |
| 2017 | Daytime Shooting Star (ひるなかの流星)                                        | Suzume Yosano                         | Główna rola               |
| 2017 | Parks (PARKS パークス)                                                        | Haru                                  |                           |
| 2017 | Teiichi: Battle of Supreme High (帝一の國)                                    | Mikiko Shiratori                      |                           |
| 2017 | Peach Girl (ピーチガール)                                                     | Sae Kashiwagi                         |                           |
| 2017 | Mixed Doubles (ミックス。)                                                    | Airi Ogasawara                        |                           |
| 2019 | You Shine in the Moonlight (君は月夜に光り輝く)                               | Mamizu Watarase                       | Główna rola               |
| 2020 | Masked Ward (仮面病棟)                                                        | Hitomi Kawasaki                       |                           |
| 2021 | Hell's Garden (地獄の花園)                                                    | Naoko Tanaki                          | Główna rola               |
| 2021 | It's a Flickering Life (キネマの神様)                                         | Młoda Yoshiko                         |                           |
| 2021 | And, the Baton Was Passed (そして、バトンは渡された)                          | Yuko Morimiya                         | Główna rola               |
| 2022 | My Broken Mariko (マイ・ブロークン・マリコ)                                   | Tomoyo Shiino                         | Główna rola               |
| 2022 | Motherhood (母性)                                                             | Sayaka                                |                           |
| 2023 | Mom, Is That You?! (こんにちは、母さん)                                       | Mai Kanzaki                           |                           |
| 2024 | Teasing Master Takagi-san Movie (からかい上手の高木さん)                      | Takagi                                | Główna rola               |
| 2024 | Cells at Work! (はたらく細胞)                                                 | AE3803 (Czerwona krwinka / Erytrocyt) | Główna rola               |
| 2025 | Blank Canvas: My So-Called Artist's Journey (かくかくしかじか)                | Akiko Hayashi                         | Główna rola               |

## Nagrody i nominacje
| Rok  | Ceremonia                                                | Kategoria                         | Nominowany                                | Rezultat  | Przy.         |
| ---- | -------------------------------------------------------- | --------------------------------- | ----------------------------------------- | --------- | ------------- |
| 2017 | Confidence Award Drama Prize                             | Nagroda dla Debiutanta            | We Did It                                 | Wygrana   | [ 11 ]        |
| 2017 | Yahoo! Search Awards                                     | Nagroda Specjalna (kobiety)       | Mei Nagano                                | Wygrana   | [ 12 ]        |
| 2018 | Confidence Award Drama Prize                             | Najlepsza Aktorka                 | Half Blue                                 | Wygrana   | [ 13 ]        |
| 2018 | Drama Academy Awards                                     | Najlepsza Aktorka                 | Half Blue                                 | Wygrana   | [ 14 ]        |
| 2019 | Nagrody Élan d’Or                                        | Debiutant Roku                    | Mei Nagano                                | Wygrana   | [ 15 ]        |
| 2019 | Nagrody Hashida                                          | Debiutant                         | Half Blue                                 | Wygrana   | [ 16 ]        |
| 2019 | Drama Academy Awards                                     | Najlepsza Aktorka Drugoplanowa    | Mr. Hiiragi's Homeroom                    | Wygrana   | [ 17 ]        |
| 2021 | Nagrody Nikkan Sports Film                               | Najlepsza Aktorka Drugoplanowa    | It's a Flickering Life                    | Nominacja | [ 18 ]        |
| 2021 | Nagrody Filmowe Hochi                                    | Najlepsza Aktorka Drugoplanowa    | It's a Flickering Life                    | Nominacja | [ 19 ]        |
| 2021 | Nagrody Filmowe Hochi                                    | Najlepsza Aktorka                 | And, the Baton Was Passed i Hell's Garden | Wygrana   | [ 20 ]        |
| 2021 | Line News Awards                                         | Nagroda dla Osoby Roku (Aktorzy)  | Mei Nagano                                | Wygrana   | [ 21 ]        |
| 2022 | Nagrody Błękitnej Wstęgi                                 | Najlepsza Aktorka Pierwszoplanowa | And, the Baton Was Passed i Hell's Garden | Wygrana   | [ 22 ]        |
| 2022 | Nagrody Japońskiej Akademii Filmowej                     | Najlepsza Aktorka Pierwszoplanowa | And, the Baton Was Passed                 | Nominacja | [ 23 ]        |
| 2022 | HBF Prize                                                | Najlepsza Aktorka                 | Police in a Pod                           | Wygrana   | [ 24 ]        |
| 2022 | Nagrody Filmowe Hochi                                    | Najlepsza Aktorka                 | Motherhood i My Broken Mariko             | Nominacja | [ 25 ]        |
| 2023 | Japońska Nagroda dla Najlepiej Wyglądających w Biżuterii | Dwudziestolatka                   | Mei Nagano                                | Wygrana   | [ 26 ]        |
| 2023 | Nagrody Filmowe Mainichi                                 | Najlepsza Aktorka                 | My Broken Mariko                          | Nominacja | [ 27 ]        |
| 2023 | Nagrody Japońskiej Akademii Filmowej                     | Najlepsza Aktorka Drugoplanowa    | Motherhood                                | Nominacja | [ 28 ]        |
| 2024 | Nagrody Japońskiej Akademii Filmowej                     | Najlepsza Aktorka Drugoplanowa    | Mom, Is That You?!                        | Nominacja | [ 29 ]        |
| 2024 | Best Jeanist Award                                       | Najlepsza Jeanistka 2024          | Mei Nagano                                | Wygrana   | [ 30 ] [ 31 ] |
| 2025 | Beauty of the Year                                       | Piękność Roku 2025                | Mei Nagano                                | Wygrana   | [ 32 ]        |